# かぼちゃジュース
かぼちゃジュースは、野菜ジュースである。

## 概要
カボチャを主材料にした野菜ジュースで、日本ではあまり馴染みがないが、イギリスでは有名である。カボチャはトマトやニンジンと比べて固い為、ミキサーにかける前に電子レンジなどで熱を加えて柔らかくする必要がある。小説『ハリー・ポッターシリーズ』でも、ハリー・ポッターたちがかぼちゃジュースをよく飲んでいる。
ユニバーサル・スタジオ・ジャパンのウィザーディング・ワールド・オブ・ハリー・ポッター（『ハリー・ポッター』の「魔法ワールド」を再現したエリア）では、作中に登場したバタービールと共にかぼちゃジュースが販売されている。